# Hidroxilisina
La hidroxilisina (Hyl) es un aminoácido que posee la fórmula molecular C
6H
14N
2O
3. Fue descubierto por primera vez en el año 1921 por Donald Van Slyke en su forma 5-hidroxilisina. Se produce por una hidroxilación postraduccional sobre el aminoácido lisina. Es ampliamente conocida como componente del colágeno.
Se biosintetiza a partir de la lisina por medio de una lisil hidroxilasa. La forma más común es el estereoisómero (5R) encontrado en el colágeno. Sin embargo, recientemente la proteína JMJD6 ha demostrado ser una lisil hidroxilasa que modifica un factor de splicing del ARN produciendo el estereoisómero (5S). Adicionalmente en E. coli hay al menos una lisina N-hidroxilasa identificada, llamada IucD.